# Kodjo Aziangbe
Kodjo Aziangbe, né le 14 décembre 2003 au Togo, est un footballeur international togolais. Il évolue au poste de milieu central au Zorya Louhansk.

## Biographie

### En club
Né au Togo, Kodjo Aziangbe est formé par Al Nasr, club basé à Dubaï. Après s'être fait remarquer dans l'équipe des moins de 21 ans du club en marquant 9 buts en 18 matchs, il est intégré à l'équipe première. Il fait ses débuts en professionnel avec ce club, le 16 décembre 2021, à l'occasion d'une rencontre de coupe de la Ligue des Émirats arabes unis face à l'Al-Wahda FC. Il est titularisé et les deux équipes se neutralisent (0-0 score final).
Début septembre 2023, Kodjo Aziangbe rejoint le Zorya Louhansk sous la forme d'un prêt. Il joue son premier match pour le Zorya Louhansk le 12 octobre 2023, lors d'un match de coupe d'Ukraine contre le FSK Mariupol. Il est titularisé et son équipe s'impose par un but à zéro.

### En sélection
En juin 2023, Kodjo Aziangbe est convoqué pour la première fois avec l'équipe nationale du Togo par le sélectionneur Paulo Duarte. Il honore sa première sélection lors de ce rassemblement, le 14 juin 2023, lors d'un match amical contre le Lesotho. Il entre en jeu à la place de Samuel Asamoah et son équipe s'impose par deux buts à zéro.